# Zahrada Nebozízek
Zahrada Nebozízek je zahrada v pražské části Praha 1 v katastrálním území Malá Strana na svahu Petřína. Rozkládá se na ploše cca 8 hektarů, v nadmořské výšce 320 m n. m. Jako součást Petřínských sadů je chráněna jako kulturní památka České republiky.

## Historie

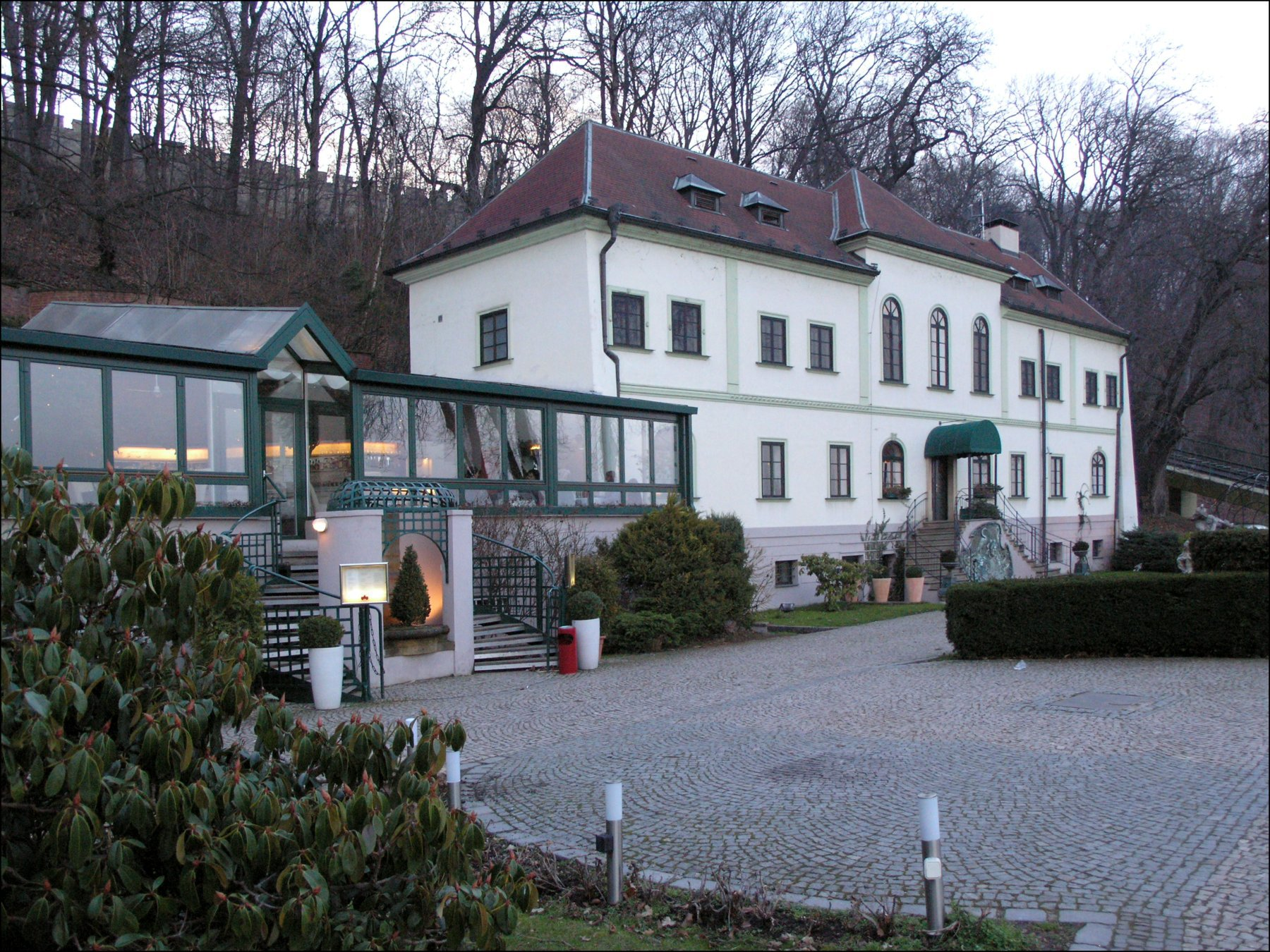
Restaurace Nebozízek

Velkou část území dnešní zahrady Nebozízek pokrývaly ve středověku vinice křižovníků a vinice Názova. V roku 1433 je poprvé zaznamenán název Nebozez. Původ slova Nebozízek se odvozuje z cest, které se zde klikatí jako spirály na nebozezu. Podle jiné verze je název odvozen z příhody, kdy byl Václav, tehdy ještě malý syn krále Karla IV., při obhlídce Prahy dotázán, co by si dal k obědu, jestli kaši nebo řízek? Neuměl ještě vyslovit písmeno ř, takže místo „nebo řízek“ vyslovil „nebozízek“.
V průběhu 16. století se vinice změnily na ovocný sad. Pražská obec pozemky odkoupila od V. Almera v roce 1822. V průběhu let 1832–1842 byl sad upraven na zahradu. Projekt vypracoval pražský zahradník Jiří Braul. Následně byla zahrada v roce 1842 zpřístupněna veřejnosti.
Rozsáhlá přeměna na městský park proběhla v letech 1891–1895. Plán na tuto radikální přeměnu vypracoval zahradní architekt František Josef Thomayer. Park byl vybudován kvůli pořádání Jubilejní výstavy v roce 1891 a s ní související výstavbou lanové dráhy a rozhledny na Petříně.
V roce 1897 byla ve spodní části parku vystavěna budova malostranského Sokola. Ve 30. letech 20. století došlo k dalším zahradním úpravám Nebozízku rozšířením o tzv. jiřinkový sad, založený na místě zrušených újezdských kasáren. V letech 1984–1986 se provedla úplná rekonstrukce restaurace Nebozízek, která musela být kvůli špatnému stavu nově vystavěna.

## Současnost

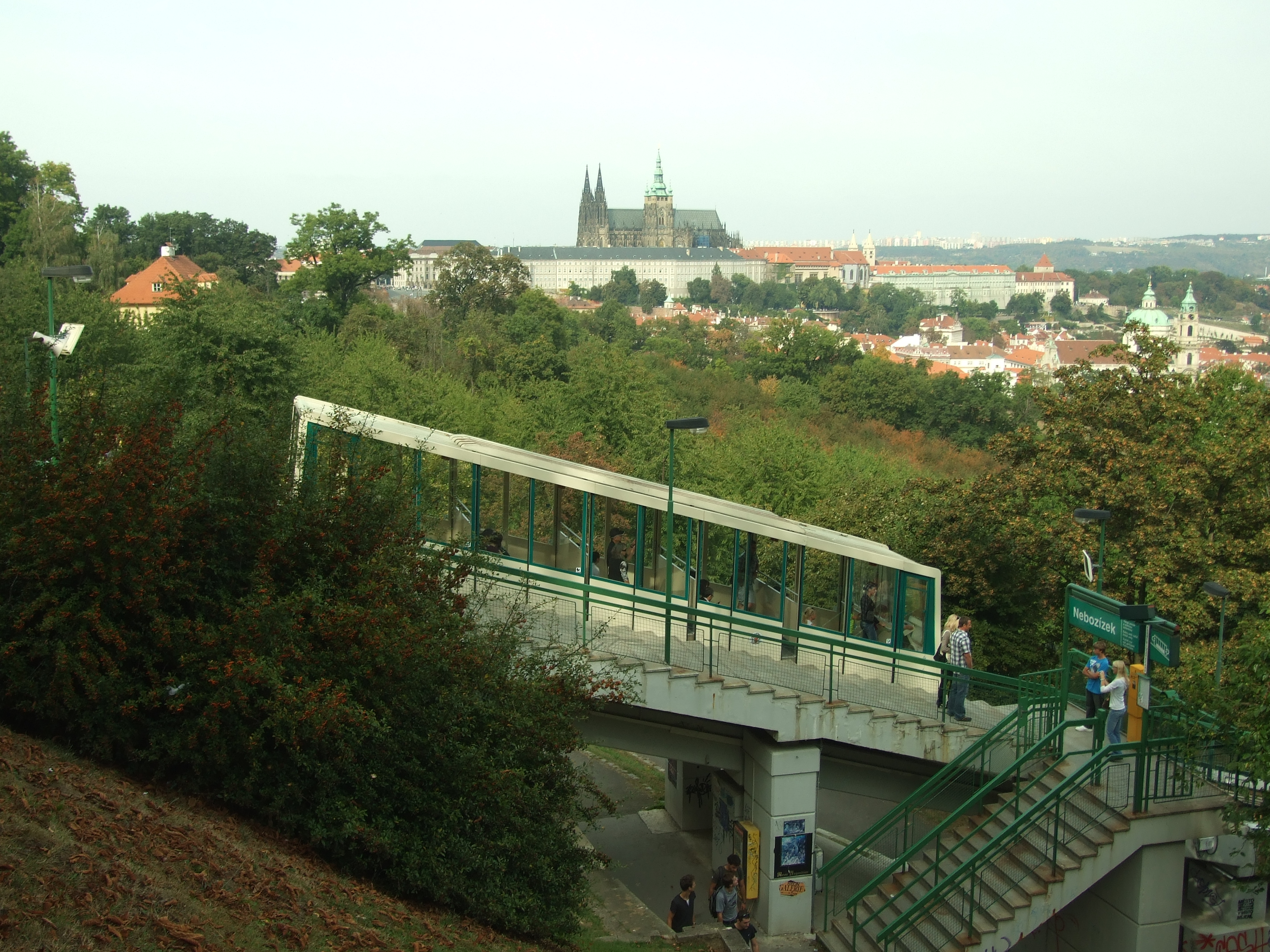
Stanice Nebozízek lanové dráhy na Petřín

Zahradu ohraničuje na západě vrchol Petřína a Růžový sad, na severu lanová dráha, na východě úpatí Petřína a na jihu Hladová zeď.
Do zahrady Nebozízek je možné vstoupit na více místech. Jednou z možností je vchod z ulice Újezd. Další možností je vstup ze sousední Seminářské zahrady, kde průchody vedou pod kolejemi lanové dráhy. Další cesty vedou z Kinského zahrady, odkud je možné zahradu navštívit několika průchody přímo v Hladové zdi.
Hlavní část zahrady se nachází na příkrém svahu a je propletená řadou cest, u kterých je možné spatřit několik soch. Nejznámější je pomník českého básníka Karla Hynka Máchy od Josefa Václava Myslbeka. Další je např. socha skladatele Vítězslava Nováka a také pomník Vojty Náprstka.

## Zajímavost
Koncem 19. století požádal Spolek pro povznesení návštěvy cizinců v Praze o povolení zřídit nosítkovou stanici na Nebozízku. Turisté měli být za úplatu vynášeni v nosítkách na Petřín, aby se mohli kochat vyhlídkou na město.